# التردد على الكنائس

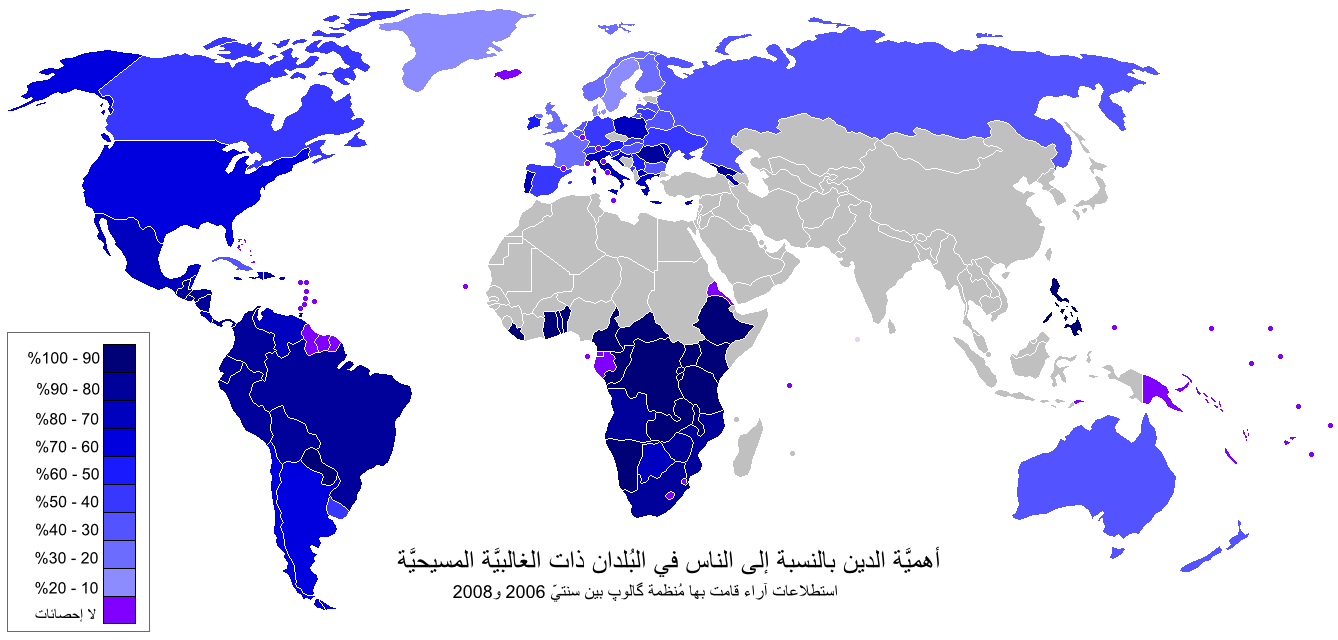
خارطة تظهر أهميَّة الدين بالنسبة للناس في البُلدان ذات الغالبيَّة المسيحيَّة، استنادًا إلى استطلاع أجرته مؤسسة غالوب بين سنتيّ 2006 و2008.

التردد على الكنائس أو  المواظبة على الطقوس الدينية هو مصطلح يشير إلى التردد على الكنيسة والمواظبة على الخدمات الدينية المسيحية التي تقدمها طائفة معينة، أو بصورة أعم، من قبل أي منظمة دينية مسيحية. الحضور الديني يلعب دورًا هامًا في الحياة الدينية المسيحية. تلتزم هذه المجموعة من المترددين على الذهاب إلى الكنيسة، على مستوى عال من النشاط الروحي والاعتراف بسلطة الكنيسة وتلتزم بمداومة الصلوات التقليدية مثل صلوات الساعات والمسبحة الورديَّة ودرب الصليب والقداس الإلهي وقراءة الكتاب المقدس.

## دراسات

### دراسة مؤسسة غالوب 2013
بحسب دراسة أجراها معهد غالوب الدولي عام 2013 وجدت أن المسيحيين هم الأكثر تدينًا بين أتباع الأديان الإبراهيمية من حيث نسب المتدينين بمختلف طوائفهم والتي بلغت 81% بينما كانت نسبة غير المتدينين أو المسيحيين الاسميين منهم 16%. يأتي المسلمون ثانياً بنسبة المتدينين بينهم والتي وصلت إلى 74% بالمئة مقابل 20% من غير المتدينين، ويأتي اليهود ثالثاً بنسبة 38% من المتدينين و54% بالمئة من غير المتدينين.

### دراسة ذي إيكونوميست 2015
وفقًا لبيانات من المسح الاجتماعي الأوروبي (ESS) وجدت أنّ حوالي 75% من سكان أوروبا أو 585 مليون نسمى قالوا أنهم مسيحيون ومنهم حوالي 30% يترددون على الكنائس كل أحد مرة في الشهر على الأقل أي حوالي 190 مليون نسمة.
على النقيض من ذلك، يتبنّى المسيحيون الأفارقة في أفريقيا جنوب الصحراء الإنجيل في الحماس وبشكل حرفي. وفقًا لمركز الدراسات المسيحية العالمية في مدرسة جوردون كونويل اللاهوتية، ازدادت نسبة المسيحيين في القارة الأفريقية من 9% في عام 1910 إلى 55% في 2015. وعلاوة على ذلك، فإن الأرقام من مسح القيم العالمية (WVS)، والتي تغطي 86,000 شخصًا في 60 بلدًا، تشير إلى المسيحيين متدينيين بشكل ملحوظ فعبر خمسة بلدان أفريقية والتي تتوفر عنها بيانات (غانا، ونيجيريا، ورواندا، وجنوب أفريقيا وزيمبابوي) وقال 90% من الأشخاص الذين يطلقون على أنفسهم مسيحيين أنهم يحضرون الطقوس الدينية في الكنيسة بانتظام. في هذه المناطق المذكورة سابقًا فيها 469 مليون مسيحي يتردد على الكنيسة في انتظام. كما ويعيش حوالي 335 مليون مسيحي يتردد على الكنائس في أمريكا اللاتينية أي حوالي ثلثي مسيحيين أمريكا اللاتينية.
بحسب الأرقام من مسح القيم العالمية؛ يتردد المسيحيون الأرثوذكس في أوروبا على الكنائس مقارنًة في الكاثوليك بأقل من 14 نقطة مئوية، على النقيض من ذلك يتردد البروتستانت الإنجيليين، على الكنائس في سبع نقاط مئوية أكثر من الكاثوليك.

### دراسة مركز بيو للأبحاث

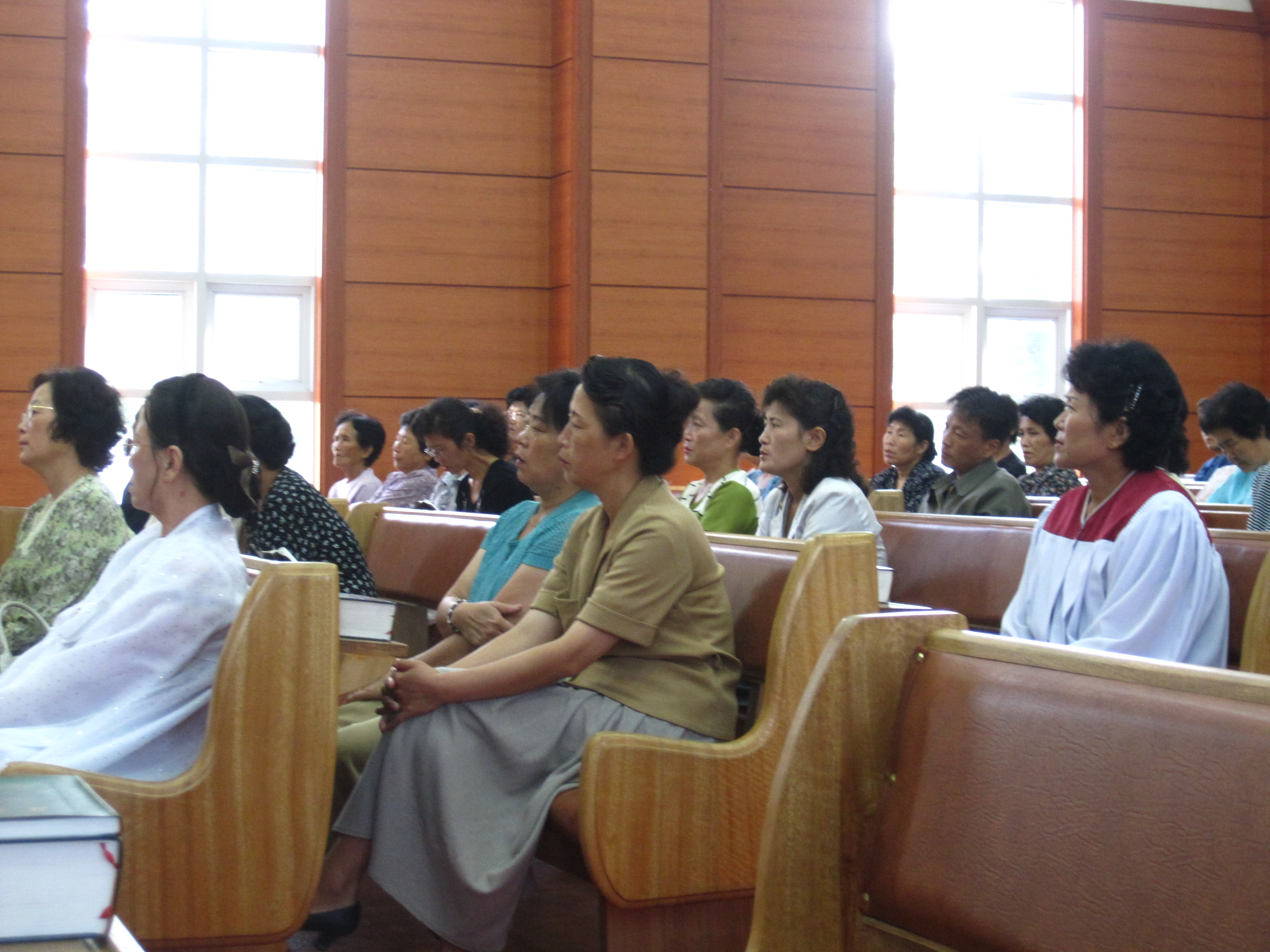
نساء يصلون في الكنيسة البروتستانتية في كوريا الشمالية.

أجرى مركز بيو للأبحاث دراسة لقياس الفجوة بين تدين الرجال والنساء حول العالم، باختلاف دياناتهم نُشرت عام 2016، وقد وجدت الدراسة أنه غالبًا ما يكون هناك فجوات بين الجنسين في مستوى التدي، لكنها قليلة، وتتجه في مجملها إلى كون النساء أكثر تدينًا من الرجال المسيحيين؛ حيث يواظب حوالي 46% من الرجال المسيحيين البالغين 20 وما فوق على الحضور الأسبوعي في الكنائس لخدمات العبادة، مقابل 53% من النساء المسيحيات. فيما يخص الالتزام في الصلاة يواظب حوالي 51% من الرجال المسيحيين على الصلاة اليوميَّة، مقابل 61% من النساء المسيحيات. وجدت الدراسة أنَّ حوالي 50% من المسيحيين في العالم يواظبُون على الحضور الأسبوعي للخدمات الدينيَّة في الكنائس، مقابل 56% من المسلمين في العالم يواظبُون على الحضور الأسبوعي للخدمات الدينيَّة في المساجد.

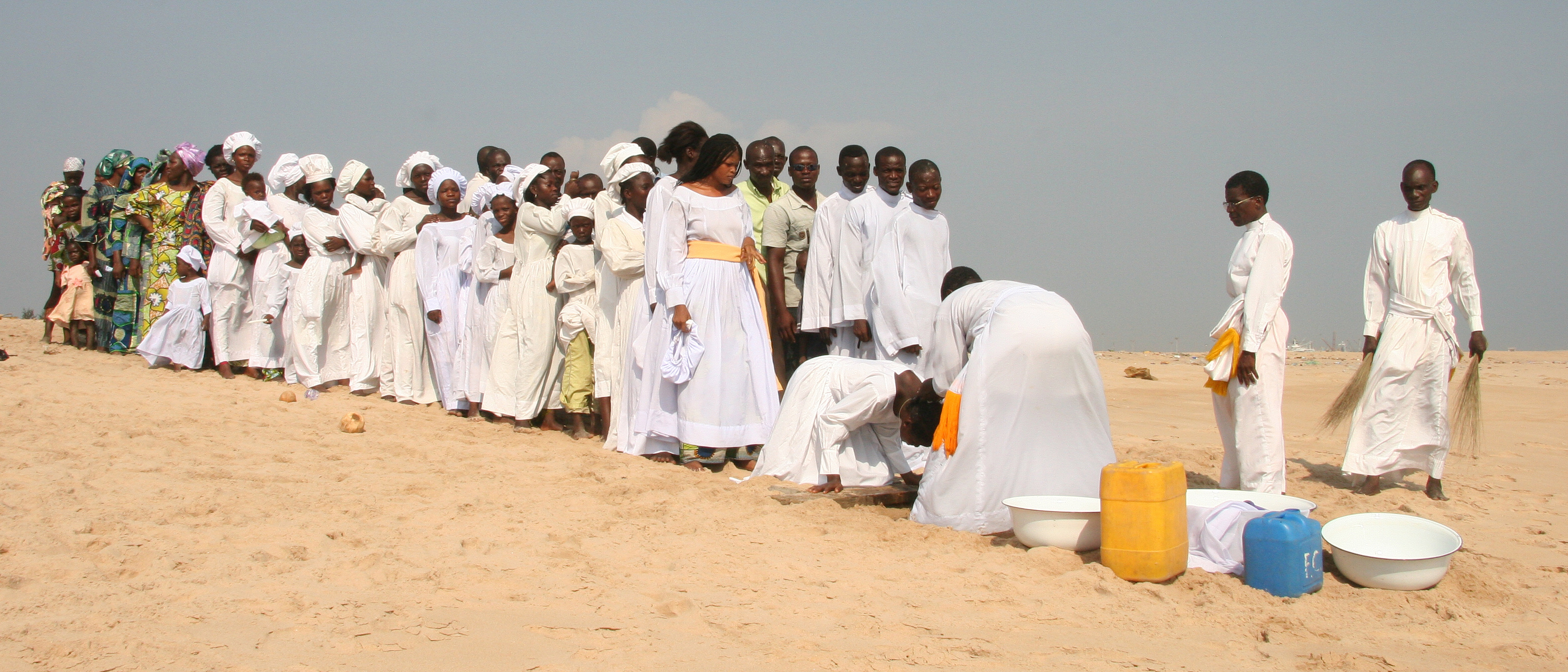
مسيحيين أفارقة في طقس ديني في بينين.

وبحسب دراسة مركز بيو للأبحاث عام 2017 وجدت أنَّ الفجوة العمرية في الالتزام الديني أكبر في بعض الدول منها بالمقارنة بالبلدان الأخرى، فإنها تحدث في العديد من السياقات الاقتصادية والاجتماعية المختلفة - في البلدان النامية وكذلك في الدول ذات الاقتصادات الصناعية المتقدمة، وفي الدول ذات الأغلبية المسلمة وكذلك الدول ذات الأغلبية المسيحية، وفي المجتمعات التي هي، بشكل عام دينية للغاية وكذلك تلك التي هي علمانية نسبياً. بحسب الدراسة كان الدين أقل أهمية بالنسبة للمسيحيين من عمر 18 إلى 39 (50%) بالمقارنة مع المسيحيين من عمر 40 وما فوق (56%). وفي 37 دولة شملها الإستطلاع كان الدين أقل أهمية للمسيحيين من عمر 18 إلى 39 بالمقارنة مع المسيحيين من عمر 40 وما فوق، مقابل 40 دولة لم يكن هناك فارق في أهمية الدين. وفي 35 دولة شملها الإستطلاع كان الحضور الأسبوعي للخدمات الدينيَّة في الكنائس أقل بين المسيحيين من عمر 18 إلى 39 بالمقارنة مع المسيحيين من عمر 40 وما فوق، في حين لم يكن هناك فارق في 41 دولة. وبحسب الدراسة يداوم المسيحيين من عمر 18 إلى 39 (42%) على الصلاة بشكل أقل بالمقارنة مع المسيحيين من عمر 40 وما فوق (51%).
بحسب دراسة مركز بيو للأبحاث كان المسيحيون الأكثر التزاماً دينياً في العالم في إفريقيا وأمريكا اللاتينية والولايات المتحدة. ويميل المسيحيون في إفريقيا وأمريكا اللاتينية إلى الصلاة بشكل أكثر تكرارية، ويحضرون الخدمات الدينية بشكل أكثر انتظامًا ويعتبرون أن للدين أهمية في حياتهم أكثر بالمقارنة مع المسيحيين في أماكن أخرى من العالم. في نفس الوقت، لدى المسيحيين في الولايات المتحدة مستويات عالية نسبياً من الالتزام بإيمانهم. في الطرف الآخر، كانت المستويات الدينية الأدنى بين المسيحيين في أوروبا، حيث أن الملتزمين دينياً والمداومين على الذهاب للكنائس (18%) هم أقلية صغيرة في أوروبا الغربية.
يميل المسيحيون في إفريقيا وأمريكا اللاتينية إلى الصلاة والمداومة على الذهاب للكنائس بمعدلات أعلى بالمقارنة مع المسيحيين في معظم أنحاء العالم. على سبيل المثال، يصلي ما لا يقل عن أربعة من كل خمسة مسيحيين في نيجيريا وليبيريا والسنغال والكاميرون وتشاد كل يوم. وتردد الصلاة مرتفع بنفس القدر في ستة بلدان في أمريكا اللاتينية، بما في ذلك غواتيمالا وهندوراس وباراغواي. وبالمثل، في كل بلد أفريقي شمله الاستطلاع، يقول أكثر من 60% من المسيحيين إنهم يداومين على الذهاب للكنائس أسبوعياً على الأقل. في أمريكا اللاتينية، يقول أكثر من ثلثي المسيحيين في غواتيمالا وهندوراس والسلفادور أنهم يداومين على الذهاب للكنائس أسبوعياً على الأقل. على الجانب الآخر تردد الصلاة هو الأدنى بين المسيحيين في النمسا وألمانيا وسويسرا والمملكة المتحدة وماليزيا، حيث يصلي أقل من 10% من المسيحيين يومياً. وبالمثل، فإن أقل من 10% من المسيحيين يداومين على الذهاب للكنائس في تسع دول أوروبية، بما في ذلك الدنمارك وإستونيا وروسيا. بالمقابل يقول حوالي سبعة من كل عشرة مسيحيين أمريكيين (68%) أنهم يصلون يومياً، في حين يقول 47% أنهم يداومين على الذهاب للكنائس أسبوعياً على الأقل.

### التديّن بين فئة الشباب المسيحي
أظهرت دراسة لمؤسسة بيرتلسمان الألمانية أن معظم الشباب في دول العالم المختلفة أصبحوا أكثر تدينًا، ووجدت أنّ الشباب المسيحي في الدول النامية متدينين بصورة أكبر مقارنة بنظرائهم في أوروبا. فعلى سبيل المثال أظهرت الدراسة أن 80% من الشباب البروتستانت خارج أوروبا متدينين بقوة مقارنة ب7% فقط من الشباب البروتستانت في أوروبا ممن يتصفون بالتدين الشديد. والأمر نفسه ينطبق على الشباب الكاثوليك، إذ أن عدد المتدينين منهم في أوروبا يصل إلى 25% بينما يبلغ عددهم خارج أوروبا 68%. وبحسب الدراسة نفسها هناك 90% من الشباب في دول مثل نيجيريا وغواتيمالا والبرازيل يؤدون الصلاة مرة على الأقل يوميًا. وأكبر نسبة للشباب المتدينين في العالم الغربي كما توضح الدراسة تظهر في الولايات المتحدة الأمريكية، فهناك 57% من الشباب الأمريكي يصلون يوميا، كما أن 90% من الشباب البروتستانت هناك متدينون بصورة قوية.

## التديّن حسب مناطق العالم

### العالم الغربي

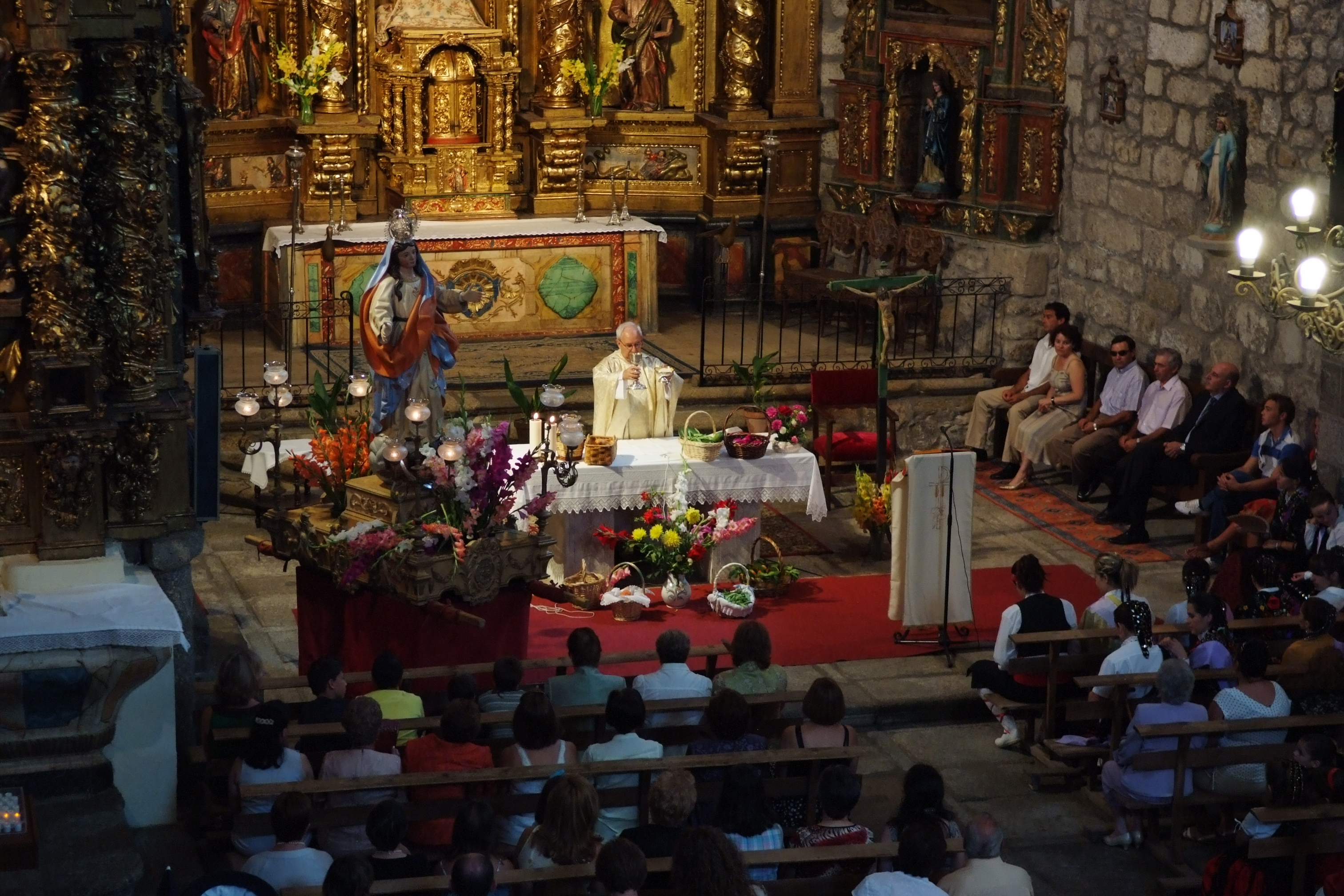
قداس في كنيسة كاثوليكية، إسبانيا، شهدت بعض الدول الأوروبية انخفاض في الممارسة الدينية قابله ارتفاع في عدد من الدول الشيوعية السابقة.

شهدت عدد من المجتمعات المسيحية التقليدية في العالم المسيحي خاصًة ذات الخلفية البروتستانتية مثل ألمانيا، المملكة المتحدة، هولندا، الدول الإسكندنافية وأستراليا انخفاضًا في حضور الكنيسة والمداومة على الصلاة والطقوس الكنسية منذ 1970. وعلى الرغم من ذلك تحتفظ الكنائس البروتستانية بنسب عالية من الأعضاء المنتمين لها في البلدان الآنفة الذكر. لا يقتصر الأمر على الدول ذات الثقافة البروتستانتية بل يشمل أيضًا بعض الدول الكاثوليكية، وان كان أقل وضوحًا في الدول الكاثوليكية مقارنًة بالبروتستانتية، منها فرنسا والدولة الشيوعية السابقة الجمهورية التشيكية حيث تصل نسبة المداومين والمؤمنين فيها إلى أدنى مستواياتها. أفضى ذلك إلى ظهور شريحة المسيحية الثقافية وهو مصطلح واسع يستخدم لوصف أشخاص مسيحيين اسميًا ذوي خلفية تراثية وحضارية مسيحية وينتمون إلى المسيحية من ناحية عرقية أو ثقافية أو دينية أو تعليمية أو بسبب الروابط العائلية.
من جانب آخر لا تزال نسب المداومين على حضور القداس والمنخرطين في سلك الكهنوت مرتفعة في العديد من الدول الكاثوليكية الغربيّة مثل مالطة، بولندا، أيرلندا، النمسا، البرتغال وإسبانيا فضلًا عن إيطاليا. كذلك الأمر بالنسبة لدول أرثوذكسية مثل اليونان وقبرص ومقدونيا ومولدوفا وأرمينيا وجورجيا حيث تحظى هذه الدول بمعدل مرتفع من حيث حضور القداس والتدين؛ ودول بروتستانتية منها الولايات المتحدة والتي تعد أكثر الدول المتطورة تدينًّا. يذكر أّن عدد من دول أوروبا الشرقية شهدت مع سقوط الإتحاد السوفياتي والأنظمة الشيوعية صحوة دينية كبرى منها روسيا، بولندا، صربيا، رومانيا وبلغاريا.

### جنوب الكرة الأرضية

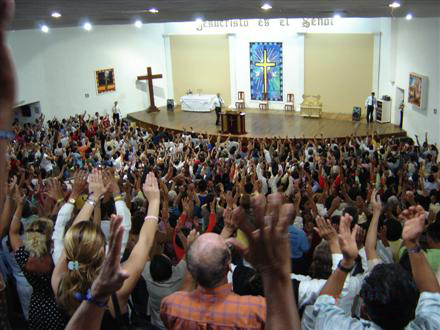
كنيسة إنجيلية في البرازيل: تشهد المسيحية نموًا هامًا في جنوب الكرة الأرضية.

وجدت دراسات مختلفة أن المسيحيين في أفريقيا وآسيا وأمريكا اللاتينية هم أكثر التزامًا من الناحية الدينية وأكثر تدينًا مقارنًة بمسيحيي العالم الغربي. حسب دراسة معهد غالوب وجدت أنّ نسبة المتدينيين بين المسيحيين في أمريكا اللاتينية تصل بمعدل 84%، وتملك غالبيّة شعوب أمريكا اللاتينية معدلات مرتفعة من حيث المداومة على الطقوس الدينية والتديّن منها على وجه الخصوص البرازيل والبيرو وذلك بإستثناء كل من الأرجنتين والأوروغواي حيث أنّ فقط 20% من المسيحيين في الأرجنتين والأوراغواي يعتبرون أنفسهم متدينين.
حققت المسيحية في أفريقيا نموًا هامًا، حيث تزايد عدد السكان المسيحيين 70 ضعفا ليصل إلى 470 مليونًا، وجدت دراسة قام بها معهد غالوب أنّ مسيحيي أفريقيا متحمسون لدينهم، حيث إن 9 من كل 10 قالوا إن الدين مهم جدًا في حياتهم. وفقًا لدراسة قام بها معهد غالوب عام 2010 وجدت أن كل من مسيحيي جمهورية الكونغو الديموقراطية وغانا هم المسيحيين الأكثر تدينًا على مستوى العالم. العديد من المجتمعات المسيحية في الدول الآسيوية مثل الفلبين والهند والصين وكوريا الجنوبية متحمسين لدينهم، ولديهم معدلات عاليّة في المواظبة على الصلاة وفي التردّد على الكنائس وممارسة الشعائر الدينيّة. أمّا المسيحيين العرب وإن كانوا أقل مواظبة على الصلاة فإنهم بحسب المقاييس الغربية أكثر تدينًا مما في الغرب.

## التردد على الكنائس حسب الدول
القائمة التالية تستعرض نسب المسيحيين المواظبين على حضور الطقوس الدينيَّة أسبوعيًا، وتختلف نسبة المواظبة على حضور القداس اختلافًا كبيرًا حسب دول العالم.
| دولة                        | عام  | حضور (%) | دولة            | عام       | حضور (%) | دولة                | عام       | حضور (%) | دولة             | عام       | حضور (%) |
| --------------------------- | ---- | -------- | --------------- | --------- | -------- | ------------------- | --------- | -------- | ---------------- | --------- | -------- |
| نيجيريا                     | 2009 | 87%      | زامبيا          | 2009      | 85%      | تشاد                | 2008-2009 | 83%      | غانا             | 2009      | 82%      |
| ليبيريا                     | 2009 | 82%      | تنزانيا         | 2008-2009 | 82%      | موزمبيق             | 2009      | 81%      | أوغندا           | 2009      | 81%      |
| كينيا                       | 2008 | 80%      | غواتيمالا       | 2013      | 78%      | إثيوبيا             | 2009      | 75%      | رواندا           | 2009      | 75%      |
| جمهورية الكونغو الديمقراطية | 2009 | 72%      | الكاميرون       | 2009      | 70%      | هندوراس             | 2013      | 70%      | كرواتيا          | 2010      | 70%      |
| السلفادور                   | 2013 | 68%      | بولندا          | 2004      | 63%      | جنوب إفريقيا        | 2008      | 62%      | نيكاراغوا        | 2013      | 58%      |
| الفلبين                     | 2013 | 58%      | مالطا           | 2005      | 57%      | جمهورية الدومينيكان | 2013-2014 | 56%      | بوليفيا          | 2013      | 55%      |
| كوستاريكا                   | 2013 | 55%      | كولومبيا        | 2013-2014 | 52%      | جمهورية أيرلندا     | 2008      | 51%      | بنما             | 2013      | 51%      |
| المغرب                      | 2006 | 50%      | البرازيل        | 2013-2014 | 49%      | المكسيك             | 2013      | 47%      | الولايات المتحدة | 2014      | 47%      |
| الإكوادور                   | 2009 | 39%      | إسرائيل         | 2014-2015 | 38%      | إيطاليا             | 2013      | 37%      | لبنان            | 2013      | 37%      |
| بيرو                        | 2013 | 35%      | باراغواي        | 2013-2014 | 33%      | سلوفاكيا            | 2004      | 33%      | كندا             | 2013      | 29%      |
| البرتغال                    | 2004 | 29%      | اليونان         | 2013      | 27%      | جمهورية التشيك      | 2013      | 26%      | فنزويلا          | 2013-2014 | 26%      |
| قبرص                        | 2004 | 25%      | رومانيا         | 2015      | 25%      | أستراليا            | 2013      | 25%      | الأرجنتين        | 2013-2014 | 22%      |
| تشيلي                       | 2013 | 22%      | المملكة المتحدة | 2011      | 20%      | إسبانيا             | 2011      | 19%      | النمسا           | 2004      | 18%      |
| سلوفينيا                    | 2004 | 18%      | الأوروغواي      | 2013-2014 | 16%      | ألمانيا             | 2011      | 13%      | أوكرانيا         | 2011      | 13%      |
| المجر                       | 2004 | 12%      | ليتوانيا        | 2011      | 12%      | بلجيكا              | 2005      | 11%      | فرنسا            | 2011      | 11%      |
| آيسلندا                     | 2004 | 10%      | روسيا           | 2013      | 8%       | لاتفيا              | 2004      | 7%       | السويد           | 2004      | 5%       |
| فنلندا                      | 2004 | 5%       | إستونيا         | 2004      | 4%       | الدنمارك            | 2004      | 3%       | النرويج          | 2004      | 3%       |